# Wind (sonda espacial)
Wind es una sonda espacial lanzada por la NASA en noviembre de 1994 para el estudio del viento solar en el espacio interplanetario.
Se situó inicialmente, en noviembre de 1996, en el punto orbital de Lagrange L1 entre la tierra y el sol, que se ubica en dirección al sol, a 1 502 000 km de la tierra. Posteriormente, entre 1998 y 2003, maniobró para ubicarse en el punto de Lagrange L2, que se ubica en dirección contraria al sol, a la misma distancia (1 502 000 km de la tierra). En 2004 retornó al punto L1.
En la actualidad, 20 años después de su lanzamiento, la sonda sigue operativa y enviando datos sobre el viento solar.